# Stachybotrys suthepensis
Stachybotrys suthepensis är en svampart som beskrevs av Photita, P. Lumyong, K.D. Hyde & McKenzie 2003. Stachybotrys suthepensis ingår i släktet Stachybotrys, ordningen köttkärnsvampar, klassen Sordariomycetes, divisionen sporsäcksvampar och riket svampar.   Inga underarter finns listade i Catalogue of Life.